# Kid Acne
Kid Acne (n. Lilongüe, Malaui, 1978) es un artista, ilustrador y músico de hip-hop. Creció en Lutterworth, Leicestershire y actualmente reside en Sheffield, South Yorkshire, Inglaterra.

## Primeros trabajos
En 1995 junto a su hermano (Chips for the Poor) y un grupo local de amigos, Kid Acne formó el colectivo Invisible Spies como soporte de su producción creativa. Algunas de las creaciones del colectivo consistían en fanzines DIY (hágalo usted mismo), películas en súper 8 y organizaciones de conciertos en pubs con poco presupuesto. En 1996 su primera banda 'Brian & the Teenagers' lanzó dos singles de su propio sello discográfico C U Next Tuesday, siendo aclamado por las críticas rápidamente, especialmente la de John Peel. Kid Acne diseñó las fundas del disco y los pósteres, aunque no participara en la banda. Desde las entrañas de Brian & the Teenagers, el mismo grupo de amigos formó Toah Dynamic, del cual Acne fue miembro fundador y posteriormente lanzaron un EP de 7" con 8 temas titulado 'Hip Hop Gymkhana' en 1997, antes de publicar su primer LP, 'Movement' para inaugurar Invisible Spies Records en 2000.

## Toah Dynamic & the Invisible Spies Collective
El colectivo está formado por Kid Acne, Chips for the Poor, Supreme Vagabond Craftsman, Be My Twin, Earl Shilton, Mo' Mummy y 64 Cousins.
Toah Dynamic han lanzado dos álbumes, 'Movement' (2000) y 'Cops Hate Our Love' (2002). Invisible Spies continúa funcionando como un sello discográfico, publicando trabajos de varios miembros del colectivo, incluyendo Oi! Civil servants, Methodist Centre.

## Producción musical
Kid Acne ha publicado diversos trabajos esporádicamente a lo largo de la pasada década. 
En 1997, junto con el beat maker Benjamin, Acne lanzó su primer sencillo 'Slingshots' bajo el nombre de 'Mongrels'.
En el año 2000 Acne emitió su primer 7" single, 'Squirrel Hunters' como preludio de su primer álbum debut, 'Rap Traffic' en 2001.
El LP fue rápidamente seguido por otro 7" de producción propia 'Regarde Kid Acne', junto con el segundo y tristemente último 7" de Mongrels, 'Fresh Arrangements'.
El segundo álbum de Kid Acne, 'Council Pop' se publicó a finales de 2003 precedido por un 12" del tema 'Radio Music' teniendo un exitoso tour por el Reino Unido junto con Req One y el beatbox humano Chase.
Req One, de Warp Records produjo ambos trabajos 'Council Pop' y su predecesor 'Rap Traffic', mientras Kid Acne le devolvió el favor aportando voces en el álbum de Req, 'Car Paint Scheme', en el tema 'Style Mentorz'. 2003 también vio el lanzamiento del sencillo 'Zub Zub Rockerz' publicado en Jazz Fudge.
En 2004 Acne invitó al rapero londinense Infinite Livez a colaborar en el tema 'Move It or Lose It' para su trabajo 'Reality Raps EP'.
En 2007 lanza al mercado su tercer LP 'Romance Ain't Dead' en Lex / EMI. Los beats corrieron a cargo de Req One, producido por Ross Orton y masterizado por Rob Gordon. Un álbum con significativos elogios y publicado internacionalmente el año siguiente, en 2008. 
El tema principal, 'Eddy Fresh' se lanzó en otoño de 2007 was released in Autumn 2007, con Gescom Remix y vídeo promocional dirigido por su amigo, el artista Dscreet.
El show en directo actual de Kid Acne lo componen (DJ) Benjamin, (Hype Man) Clev Cleverley y (beatbox humano) Chase Rockwell. Juntos, han hecho giras por el Reino Unido y Europa, con formaciones como El-P, Black Lips, Flying Lotus, Beans (Anti Pop Consortium), Prince Po, Lethal Bizzle, Atmosphere, James Pants, Long Blondes, DJ FOOD, Herbalizer y Jehst.

## Discografía

### Propia
- Rap Traffic (LP) / Invisible Spies 2001
- Rap Traffic (CD, Album) / Invisible Spies	2001
- Squirrel Hunters (7") / Invisible Spies 2001
- Regarde Kid Acne (7") / Invisible Spies 2002
- Acne Instrumentals (12", Promo) / Invisible Spies 2003
- Council Pop (LP) / Invisible Spies 2003
- Council Pop (CD) / Invisible Spies 2003
- Radio Music (12", Single) / Invisible Spies 2003
- Zub-Zub Rockers (7", Single) / Electro Caramel 2003
- Reality Raps EP (12", EP) / Invisible Spies 2004
- South Yorks (CDr, Single, Promo) / Invisible Spies 2005
- Eddy Fresh (7", Promo, Ltd) / Lex Records 2007
- Eddy Fresh (12", EP, Promo) / Lex Records 2007
- Eddy Fresh (CD, Single, Promo) / Lex Records, EMI Records 2007
- Eddy Fresh (7", Single) / Lex Records, EMI Records 2007
- Eddy Fresh (12") / Lex Records, EMI Records 2007
- Eddy Fresh (CDr, Promo) / Lex Records, EMI Records 2007
- Romance Ain't Beats (12", EP) / Lex Records, EMI Records 2007
- Romance Ain't Dead (CD, Album, Promo) / Lex Records 2007
- Romance Ain't Dead (CD, Album) / Lex Records 2007
- Romance Ain't Dead (LP) / Lex Records 2007
- Sliding Doors (CD, EP, Promo) / Lex Records 2007
- Sliding Doors (7") / Lex Records, EMI Records 2007
- Worst Luck (12", Single) / Lex Records 2007
- Worst Luck EP (CD, EP, Promo) / Lex Records 2007
- Worst Luck EP (7") / Lex Records 2007

### Colaboración
- Invisible Spies (CD, Album, Comp) Woofstallions / (C). U. Next Tuesday Records 1998
- Req - Car Paint Scheme (CD) *Skit 1 / Style Mentorz / Skint Records 2000
- Lexoleum Two (12", EP) Rap Dracula / Lex Records 2001
- Lexoleum Two (12", EP, W/Lbl) Rap Dracula / Lex Records	2001
- Brechtian Tactics (Cass, Mixed) Rap Dracula / Vulgar 2002
- Lexample (CD) Radio Music / Lex Records 2002
- Abstract Funk Theory (CD, Comp) Ghosts With Teeth / Obsessive 2003
- Abstract Funk Theory (2xLP, Comp) Ghosts With Teeth / Obsessive 2003
- Lexoleum Trilogy (CD, Comp) Rap Dracula / Lex Records 2003
- Lexoleum Trilogy (3xLP, Comp) Rap Dracula / Lex Records 2003
- Suspect Files Vol 3 (CD, Comp) South Yorks / Suspect Packages 2004
- Lexample Red (CD, Promo, Smplr) Eddy Fresh / Lex Records 2007

## Exposiciones

### Solista
- Blood & Sand / Arc, Mánchester, Reino Unido (2003)
- Untitled / Royal Cheese, París, Francia (2002)
- God & Jesus Vs / Sumo, Sheffield, Reino Unido (1999)

### En colectivo
2009
- 7 Styles for 7 Brothers / Archipelago Works, Sheffield, Reino Unido

2008
- Brothers In Arms / Mini Gallery, Belo Horizonte, Brasil
- Stella Dore Group Show / Sebastian Guinness Gallery, Dublin, Reino Unido
- Ping Pong / Gellery De Bejarry, Paris, Francia

2007
- Alternativity / Truman's Brewery, Londres
- Bestial / Iguapop Gallery, Barcelona, España
- Refill Seven / MTV Gallery, Sídney, Australia
- Flat Black / Workstation, Sheffield, RU

2006
- His Life Is Full of Miracles / Site Gallery, Sheffield, Reino Unido

2005
- Girls / Myymälä 2 Gallery, Helsinki, Finlandia

2004
- The Big Draw / Millennium Galleries, Sheffield, Reino Unido
- Graphic / Fredericks Freiser Gallery, New York
- Application / PICA, Perth, Australia Occidental

2003
- Basefield / The Commons, Melbourne, Australia
- The Sexpo / Hixsept Gallery, Grenoble, Francia

2001
- Graffiti: Concrete or Wallpaper? / Embajada de Suiza, Londres, Reino Unido

1998
- Graffiti Bastards 2 / Custard Factory, Birmingham, Reino Unido

1996
- Graffiti Bastards / Custard Factory, Birmingham, Reino Unido

## Zebra Face

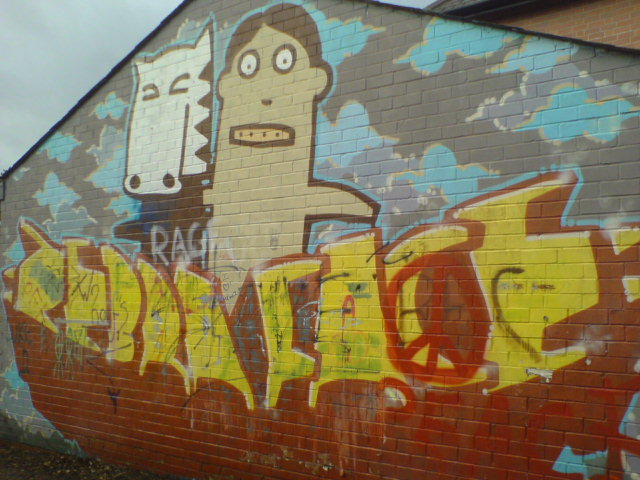
Graffiti of Zebra Face, painted by Acne in Lutterworth.

En 2001 salió a la luz la compilación de Zebra Face, el cómic creado conjuntamente entre Kid Acne y Supreme Vagabond Craftsman. 

## Graffiti y trabajo artístico
El arte único y personal de Acne ha sido exhibido a lo largo del mundo, tanto dentro como fuera de galerías. Con su peculiar estilo ha llegado a customizar con su firma desde tablas de skate, interiores de bares hasta ropa de punto femenina o una colección de camisetas para la firma Prada. Su trabajo también se ha infiltrado en la industria musical, diseñando portadas de los primeros trabajos del grupo de Rap francés TTC, por ejemplo.
Su trabajo artístico también se puede apreciar en la película de Charlie Kaufman Synecdoche, New York apareciendo en el tráiler en el minuto 1:06.

## Ubicaciones de sus trabajos
Lutterworth (primer trabajo conocido) Sheffield, Londres, Mánchester, Berlín, Hamburgo, Dresde, Barcelona, Milán, Paris, Lyon, Nueva York, São Paulo, Río de Janeiro, Bakú - Azerbaiyán, Perth - Australia Occidental...